# Плавающий фундамент
Плавающий фундамент безосадочный фундамент применяемый при строительстве на грунтах с низкой несущей способностью, морозному пучению и высоким риском разжижения, сейсмической активности. Впервые применен при строительстве высотных зданий на влажном грунте в Чикаго. В 19 веке Джон Веллборн Рут придумал переплетение бетонной плиты со стальными балками. Плавающий фундамент использован также при строительстве здания тюрьмы Миллбэнк в 1815 году Робертом Смирком .
Главный принцип «плавающего фундамента» - объем земляных работ масса вынутого грунта должна быть равна общему весу конструкции.
Плавающие фундаменты заставляют здание вести себя как лодка: подчиняясь принципу Архимеда, поддерживаемая весом земли.